# 湯沢雄勝広域市町村圏組合
湯沢雄勝広域市町村圏組合（ゆざわおがちこういきしちょうそんけんくみあい）は、秋田県湯沢市、雄勝郡羽後町、東成瀬村の1市1町1村で構成する一部事務組合。

## 共同処理事務
【出典】
1. 消防及び救急業務に関すること（消防団に関する事務を除く）
2. ごみ処理施設の設置及び管理運営
3. し尿処理施設の設置及び管理運営
4. 火葬場の設置及び管理運営
5. 広域医療システムの整備に関すること
6. 養護老人ホームの設置及び管理運営
7. 障害者支援施設の設置及び管理運営
8. 広域図書館システムの整備に関すること
9. 広域老人福祉センターの設置及び管理運営
10. 広域交流センターの設置及び管理運営
11. 家畜保冷センターの設置及び管理運営
12. 介護認定審査会の設置及び運営
13. 障害支援区分審査会の設置及び運営
14. 介護保険事業に係る主治医に対する意見書の提出依頼及び回収に関すること
15. 介護保険事業に係る面接調査結果の電算処理に関すること

## 管内の現況
管内の人口 - 59,653人
- 湯沢市 - 43,107人
- 羽後町 - 14,038人
- 東成瀬村 - 2,508人

2019年（令和元年）7月1日現在
管内の世帯数 - 22,748世帯
- 湯沢市 - 17,149世帯
- 羽後町 - 4,749世帯
- 東成瀬村 - 850世帯

2019年（令和元年）7月1日現在
管内の面積 - 1,225.38 km2
- 湯沢市 - 790.91 km2
- 羽後町 - 230.78 km2
- 東成瀬村 - 203.69 km2

2019年（令和元年）7月1日現在

## 常備消防
湯沢雄勝広域市町村圏組合消防本部（ゆざわおがちこういきしちょうそんけんくみあいしょうぼうほんぶ）は、秋田県湯沢市、雄勝郡羽後町、東成瀬村を管轄する消防部局（消防本部）。

### 組織
【出典】
消防職員の実員は156人（うち154人は消防吏員）である（2019年（令和元年）4月1日現在）。
- 消防長（消防監）
  - 消防次長（消防司令長）
    - 総務課
    - 警防課
      - 指令センター

    - 救急救助課
    - 予防課
    - 湯沢雄勝広域市町村圏組合消防署
      - 稲川分署
      - 雄勝分署
      - 羽後分署
      - 東成瀬分署
      - 皆瀬分署

### 消防署等
消防署
| 消防署                         | 郵便番号   | 所在地                       | 分署                                               |
| ------------------------------ | ---------- | ---------------------------- | -------------------------------------------------- |
| 湯沢雄勝広域市町村圏組合消防署 | 〒012-0845 | 秋田県湯沢市表町3丁目3番14号 | 稲川分署、雄勝分署、羽後分署、東成瀬分署、皆瀬分署 |

分署
| 分署       | 郵便番号   | 所在地                                         |
| ---------- | ---------- | ---------------------------------------------- |
| 稲川分署   | 〒012-0121 | 秋田県湯沢市川連町字上平城2番地1               |
| 雄勝分署   | 〒019-0203 | 秋田県湯沢市寺沢字中川原1番地2                 |
| 羽後分署   | 〒012-1137 | 秋田県雄勝郡羽後町西馬音内堀回字元城下112番地5 |
| 東成瀬分署 | 〒019-0801 | 秋田県雄勝郡東成瀬村田子内字仙人下30番地1      |
| 皆瀬分署   | 〒012-0183 | 秋田県湯沢市皆瀬字沢梨台55番地1                |

## 組織
管理者部局の職員定数は43人である。
【出典】
- 管理者
  - 副管理者
    - 会計管理者
    - 消防本部
    - 事務局
      - 総務財政課
      - 事業管理課
        - 広域交流センター
        - 視聴覚ライブラリー
        - 湯沢火葬場
        - 介護認定・障害支援区分審査会事務局
        - 湯沢雄勝クリーンセンター
        - 湯沢雄勝リサイクルセンター
        - リサイクルプラザ
        - 清掃センター
        - 湯沢雄勝一般廃棄物最終処分場
        - 八面一般廃棄物最終処分場
        - 家畜保冷センター
- 議会
- 監査委員